# Sabatina James
Sabatina James , (conosciuta con questo pseudonimo) (Dhedar, 20 novembre 1982) è una scrittrice pakistana-austriaca, fondatrice di Sabatina eV (Amici della Passione), un'organizzazione senza scopo di lucro con sede in Germania. È nota per la sua difesa dei diritti umani, in particolare per aver salvato i cristiani perseguitati in Pakistan e aiutato le ragazze musulmane in Germania a fuggire dai matrimoni forzati e dai delitti d'onore.

## Biografia
Sabatina, nata nel novembre 1982, ha vissuto fino al suo decimo anno da musulmana con la sua famiglia nella città di Dhadar, in Pakistan, finché la sua famiglia non si è trasferita in Austria, prima nel villaggio di Sarleinsbach, nel Mühlviertel, e poi a Linz. Sabatina si integrò e si assimilò rapidamente nella società austriaca. I suoi genitori non erano contenti di questo fatto perché vedevano l'Austria solo come un luogo di residenza temporaneo. Dal momento che le restrizioni nei confronti della figlia non erano più efficaci, la famiglia decise di mandare Sabatina a Lahore per sposare forzatamente suo cugino. 
I suoi genitori la lasciarono in Pakistan, dove è stata costretta dalla zia a frequentare una madrasa, una scuola coranica. Sabatina acconsentì inizialmente al matrimonio con il cugino per ritornare in Austria. Tuttavia, una volta in Austria, si rifiutò di sposarlo e quando lo seppero i suoi genitori la cacciarono di casa. Successivamente, quando si scoprì che si era convertita al cristianesimo, i suoi genitori minacciarono di ucciderla. Di conseguenza è stata costretta a nascondersi e ad assumere una nuova identità. La rottura con la famiglia fu totale.

### Fuga
È sopravvissuta dormendo in un rifugio per giovani senzatetto e lavorando in un bar a Linz. I suoi genitori l'hanno molestata in entrambi i posti, presentandosi e ordinandole sempre di sposarsi. Sabatina fuggì allora a Vienna con l'aiuto di amici. Lì iniziò una nuova vita. Secondo le sue stesse dichiarazioni, nel 2001 si è convertita dall'Islam al cristianesimo cattolico; successivamente prese il nome di Sabatina James, si cimentò come cantante pop e fece la modella. È stata battezzata nel 2003. Nello stesso anno ha pubblicato il suo primo libro e da allora è apparsa più volte in talk show. Nel giugno 2003, la rivista News ha pubblicato foto di nudo di James senza il suo consenso, per cui lei ha citato il giornale in giudizio con successo. L'articolo metteva anche in dubbio la veridicità del suo libro. A loro volta i suoi genitori le fecero causa per diffamazione. Tuttavia, la corte si pronunciò a suo favore. La polizia tedesca la inserì nel programma di protezione delle vittime.

## Carriera
Nel 2006 ha fondato Sabatina eV (Amici della Passione) ad Amburgo per aiutare le vittime dei matrimoni forzati e i cristiani perseguitati in Pakistan a causa della loro fede. Abile nei dibattiti, è diventata famosa apparendo in diversi importanti programmi televisivi austriaci e tedeschi.  In un articolo, la rivista tedesca Der Spiegel la definì "la top model di Dio".
Nel 2010 ha ricevuto il Premio della Gioventù "Filippas Engel" dalla Principessa Gabriela zu Sayn Wittgenstein e il Premio per i Diritti Umani Ingrid zu Solms a Francoforte.
Nel 2012 ha preso parte alla conferenza internazionale contro la jihad al Parlamento europeo a Bruxelles, annunciata come "Conferenza internazionale per la libertà di parola e i diritti umani".

## Opere
- Sabatina. Vom Islam zum Christentum – ein Todesurteil. Kleindienst, St. Andrä-Wördern 2003, ISBN 978-3-9501151-8-5.
- Sterben sollst du für dein Glück. Gefangen zwischen zwei Welten. Knaur, München 2004, ISBN 978-3-426-77754-1.
- Tränenhochzeit. Muslimas zwischen Ehre und Tod – eine junge Frau klagt an. Schröder, Berlin 2006, ISBN 978-3-547-71094-6.
- Nur die Wahrheit macht uns frei. Mein Leben zwischen Islam und Christentum. Pattloch, München 2011, ISBN 978-3-629-02308-7.
- Scharia in Deutschland. Wenn die Gesetze des Islam das Recht brechen. Knaur, München 2015, ISBN 978-3-426-78680-2.

## Premi e riconoscimenti
- La rivista femminile austriaca “look!” ha premiato Sabatina James con il premio “Donna dell'anno 2014” nella categoria diritti delle donne a Vienna. Il premio si basava sull'impegno e sulla fondazione di un'organizzazione che sostiene la parità di diritti per le donne musulmane.[16]

- Il 26 giugno 2015 le è stato conferito il premio “Portatrice di speranza” dall'Associazione della comunità evangelica del Württemberg. La cerimonia di premiazione ha onorato il suo impegno nei confronti dei cristiani perseguitati e delle donne costrette al matrimonio. Il discorso di elogio è stato pronunciato dal presidente del gruppo parlamentare CDU/CSU Volker Kauder.[17][18]

- Il 29 giugno 2017, Sabatina James è stata premiata per il suo lavoro Sharia in Germania. Quando le leggi dell’Islam infrangono la legge con il Premio Cultura 2017 della Società Paolo Internazionale perché “rappresenta un contributo significativo all’umanizzazione della società umana”, come ha annunciato il presidente dell’IPG Gotthold Hasenhüttl.[19]

- Il 25 novembre 2017 ha ricevuto il Premio Gerhard Löwenthal per i giornalisti per il suo impegno a favore dei cristiani perseguitati e delle donne oppresse in articoli, libri e nella sua associazione Sabatina e. V.. Non ha potuto ritirare il premio di persona perché ha dovuto recarsi in una località sconosciuta all'estero a causa delle minacce di morte. Ha espresso la sua gratitudine con un videomessaggio in cui lamentava che la violenza proveniente dall'Islam veniva spesso taciuta.[20]